# Religia na Białorusi

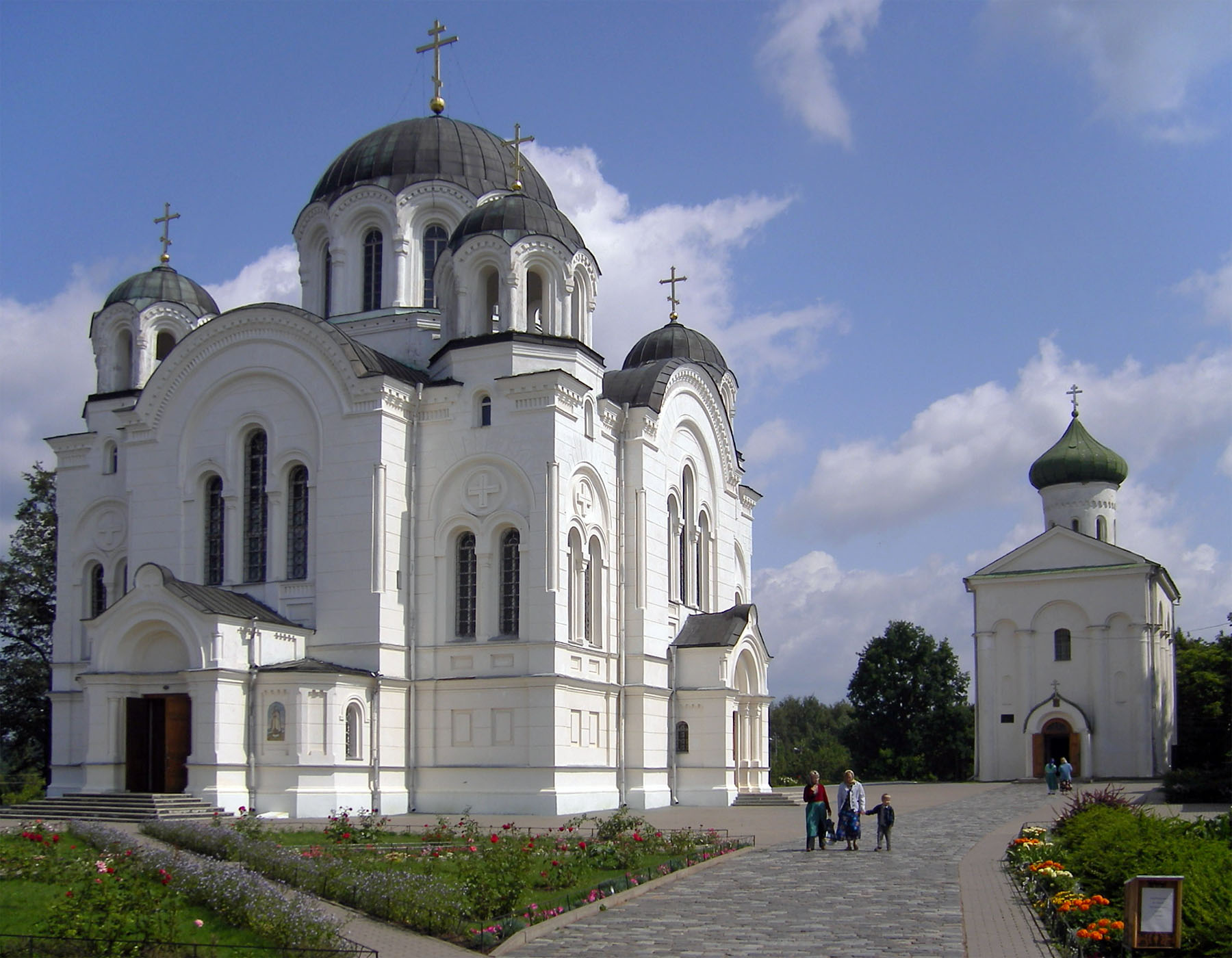
Monaster Przemienienia Pańskiego i św. Eufrozyny Połockiej w Połocku

Chrześcijaństwo jest główną religią na Białorusi, a największym wyznaniem – prawosławie. Według niektórych danych blisko połowa ludności nie wyznaje żadnej religii.
Największym kościołem jest Białoruski Kościół Prawosławny, który jako egzarchat jest częścią Rosyjskiego Kościoła Prawosławnego. W kraju jest ok. 1 miliona katolików (10% ludności), którzy należą do czterech diecezji: archidiecezja mińsko-mohylewska, diecezja grodzieńska, diecezja pińska i diecezja witebska.
Według danych Departamentu Stanu USA z 2010 roku było ponad 180 tys. protestantów w kraju (ok. 2% populacji), w tym: zielonoświątkowcy, baptyści, luteranie i adwentyści dnia siódmego. Do największych mniejszości nie-chrześcijańskich należeli: muzułmanie i żydzi.
Według badania religijnego Pew Research Center z 2017 roku, 73% ankietowanych Białorusinów uważa się za prawosławnych, 12% to katolicy, 9% inni chrześcijanie, 3% niestowarzyszeni i 3% wyznało inną religię.
Według stowarzyszenia The ARDA w 2020 roku struktura religijna kraju wyglądała następująco:
- prawosławie – 59,8%
- brak religii – 21,8%
- katolicyzm – 10,6%
- niestowarzyszeni chrześcijanie – 4,5%
- protestantyzm i niezależne kościoły – 3,1%
- islam – 0,26%
- judaizm – 0,1%.

## Dane statystyczne

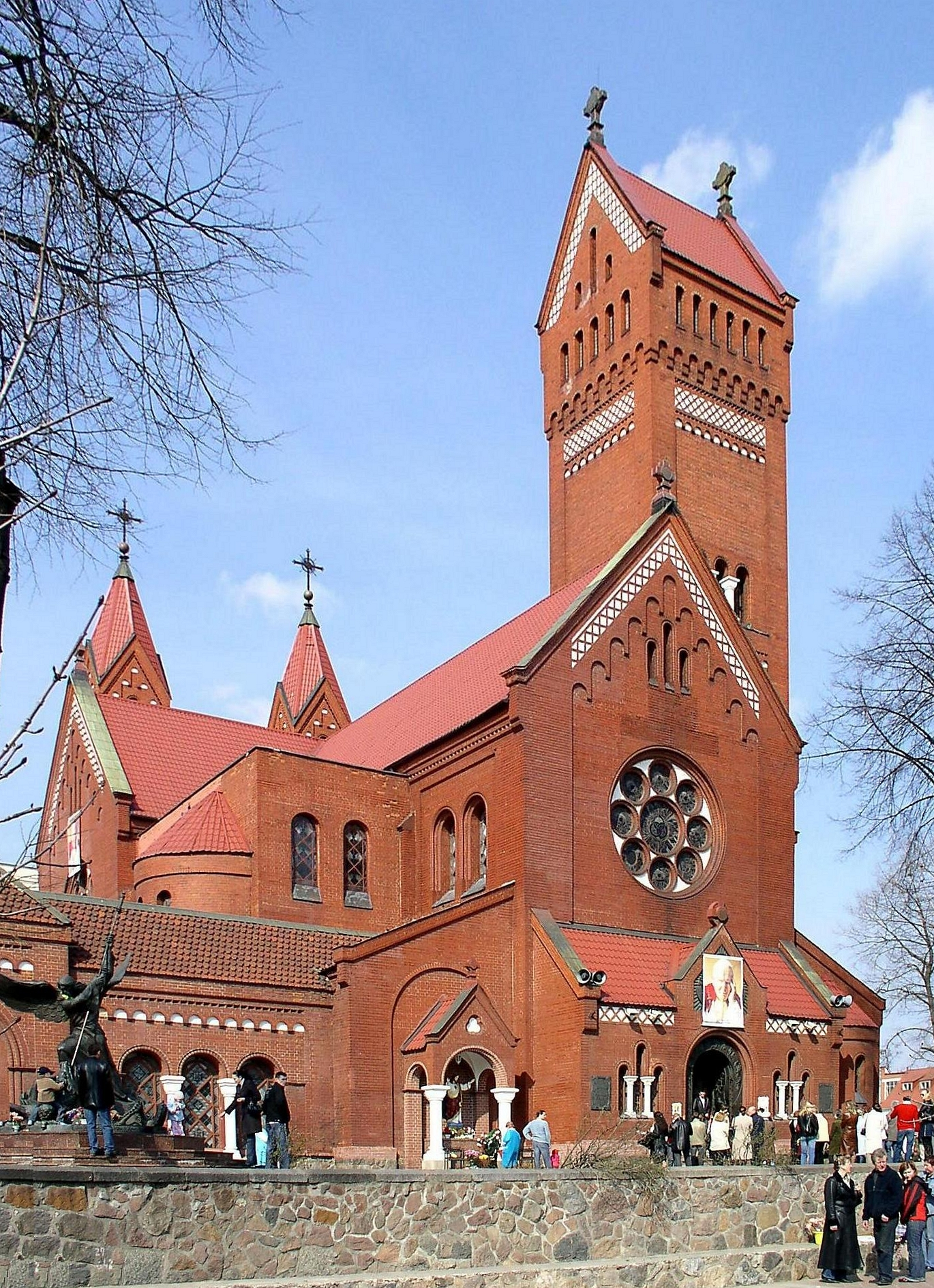
Kościół św. Szymona i św. Heleny w Mińsku

| Religie/Kościoły                                | Liczba wiernych | Procent ludności | Źródło                                                             |
| ----------------------------------------------- | --------------- | ---------------- | ------------------------------------------------------------------ |
| Egzarchat Białoruski Patriarchatu Moskiewskiego | 5 475 tys.      | 57,1%            | Operation World, 2010                                              |
| Kościół rzymskokatolicki                        | 994,5 tys.      | 10,4%            | Operation World, 2010                                              |
| Unia Zielonoświątkowa                           | 73 tys.         | 0,76%            | Operation World, 2010                                              |
| Islam                                           | 58 486          | 0,61%            | Operation World, 2010                                              |
| Autokefaliczny Kościół Prawosławny              | 58 tys.         | 0,6%             | Operation World, 2010                                              |
| Kościół Starowierczy                            | 46 tys.         | 0,48%            | Operation World, 2010                                              |
| Inne grupy prawosławne                          | 29,5 tys.       | 0,31%            | Operation World, 2010                                              |
| Pięćdziesiątnicy                                | 18 tys.         | 0,19%            | Operation World, 2010                                              |
| Unia Ewangelicznych Chrześcijan Baptystów       | 16,7 tys.       | 0,17%            | Operation World, 2010                                              |
| Judaizm                                         | 12 926          | 0,13%            | American Jewish Year Book, 2009                                    |
| Kościół greckokatolicki                         | 10 tys.         | 0,1%             | Radio Liberty, 2008                                                |
| Świadkowie Jehowy                               | 6238            | 0,07%            | Sprawozdanie Świadków Jehowy, 2020                                 |
| Kościół Adwentystów Dnia Siódmego               | 3814            | 0,04%            | Atlas Adwentystyczny, 2017                                         |
| Kościół Nowego Życia                            | 1,4 tys.        | 0,02%            | bd.                                                                |
| Starokatolicyzm                                 | 20              | 0,00002%         | Старокатолическая община святого Мартина в городе Новогрудке, 2013 |